# Poetry Slam Barcelona
Poetry Slam Barcelona és un campionat regular de recitació de poesia, o poetry slam, que se celebra des de 2010 a la ciutat de Barcelona, i compta amb centenars de poetes i seguidors que cada mes es reuneixen per compartir i aplaudir les actuacions dels slammers. Quan va començar el 2010 no reunia a més de 35 persones, vuit anys més tard, el 2018, congregava un cop al mes entre 500 i 600 al Centre de Cultura Contemporània de Barcelona (CCCB), sent la competició d'aquest estil amb major públic a Espanya. Poetry Slam Barcelona és a més d'un campionat mensual de poesia, també una plataforma de formació, creació i difusió de la literatura oral contemporània, que dona la possibilitat a qualsevol persona que escrigui poesia a pujar a un escenari. També és una proposta que apropa la poesia a nous públics, aconseguint a partir d'aquest format dinàmic i àgil fer-la arribar a un nombre de persones més gran.